# Rajella barnardi
Rajella barnardi е вид акула от семейство Морски лисици (Rajidae). Видът не е застрашен от изчезване.

## Разпространение и местообитание
Разпространен е в Гамбия, Гана, Гвинея, Гвинея-Бисау, Екваториална Гвинея, Западна Сахара, Мавритания, Мароко, Намибия, Сенегал, Сиера Леоне и Южна Африка.
Обитава крайбрежията на морета. Среща се на дълбочина от 12 до 1550 m, при температура на водата от 4,1 до 14,3 °C и соленост 34,4 – 35,4 ‰.

## Описание
На дължина достигат до 70 cm.
Популацията на вида е стабилна.